# Веньяминов, Алексей Николаевич
Алексе́й Никола́евич Веньями́нов (27 сентября (10 октября) 1904, Жиздра, Калужская губерния — 13 марта 1997, Воронеж) — доктор сельскохозяйственных наук (1951), профессор (1951), заслуженный деятель науки РСФСР (1976), ректор Воронежского сельскохозяйственного института (ныне — Воронежский государственный аграрный университет имени Петра Первого) с 1960 по 1965 гг.
Сфера деятельности: создание новых зимостойких, универсального назначения сортов косточковых; разработка агротехники плодовых культур на песчаных почвах, обеспечивающую высокую устойчивость насаждений.

## Основные этапы работы
1924 г. — окончил Жиздринский садово-огородный техникум.

1932 г. — окончил плодоовощной институт им. Мичурина.

1924—1926 гг. — на практической работе по специальности.

1931—1954 гг. — старший научный сотрудник, заведующий отделением селекции Всесоюзного НИИ садоводства им. И. В. Мичурина.

1951—1985 гг. — профессор ВСХИ.

1947—1960 гг. — заведующий кафедрой садоводства ВСХИ.

1959—1960 гг. — проректор по научной работе.

1960—1965 гг. — ректор ВСХИ.

1980—1994 гг. — профессор-консультант кафедры плодоводства и овощеводства ВГАУ им. К. Д. Глинки.

## Основные публикации
- Селекция вишни, сливы, абрикоса в условиях средней полосы СССР. — М., 1954.
- Селекция вишни, сливы и абрикоса. — М., 1954.
- Сорта плодовых и ягодных культур. — М., 1953.

## Награды
- Большая золотая медаль им. И. В. Мичурина.
- Орден «Знак Почёта».
- три ордена Трудового Красного Знамени.
- пять золотых и одна серебряная медаль ВДНХ.
- медаль «За доблестный труд».